# Utetes ornatus
Utetes ornatus är en stekelart som först beskrevs av Fischer 1964.  Utetes ornatus ingår i släktet Utetes och familjen bracksteklar. Inga underarter finns listade i Catalogue of Life.